# Cryptocephalus cognatus
Cryptocephalus cognatus – gatunek z rzędu chrząszczy z rodziny stonkowatych (Chrysomelidae). Gatunek po raz pierwszy naukowo opisał Achille Costa w 1888 roku; miejsce typowe to brzegi rzeki Coghinas na Sardynii.